# Ole Thisted
Ole Thisted (født 16. februar 1944, Sct. Maria Hospital, Roskilde Amt) er en dansk journalist. Han er søn af Niels Arne Jensen og Lena Else, født Christensen. Han er født som Ole Arne Jensen, men tager navneforandring i 1969 til efternavnet Thisted, som han tager efter sit ægteskab (1967-1977) med sin tidligere og nu afdøde hustru, journalist Karen Thisted. Han er nu gift med Susanne Sachs. 
Han har bl.a. arbejdet som redaktionschef og studievært på DR's TV-Avisen og fik i den forbindelse tilnavnet Mr. News. Han var studievært på TV 2's fredagsunderholdningsprogram Eleva2ren. Thisted stoppede på skærmen i 2001. 
Han blev i 2019 igen TV-vært - på Seniormagasinet, som sendtes på DR2.